# Micrathena rubicundula
Micrathena rubicundula är en spindelart som först beskrevs av Eugen von Keyserling 1864.  Micrathena rubicundula ingår i släktet Micrathena och familjen hjulspindlar. Inga underarter finns listade i Catalogue of Life.